# Согда
Со́гда (рос. Согда) — село у складі Верхньобуреїнського району Хабаровського краю, Росія. Входить до складу Согдинського сільського поселення.

## Населення
Населення — 135 осіб (2010; 162 у 2002).
Національний склад (станом на 2002 рік):
- росіяни — 95 %